# Chusquea gracilis
Chusquea gracilis är en gräsart som beskrevs av Mcclure och Lyman Bradford Smith. Chusquea gracilis ingår i släktet Chusquea och familjen gräs. Inga underarter finns listade i Catalogue of Life.